# Horbaef
Horbaef, també conegut com a Baefhor o Horbaf, va ser un príncep egipci de la IV Dinastia. El seu títol era "El fill del rei".
Horbaef era fill del faraó Khufu i d'una dona desconeguda. Es va casar amb la seva mitja germana Meresankh II, i van tenir dues filles, les princeses Nefertkau III i Nebti-tepites. Potser també van tenir un fill anomenat Djati. Després de la mort de Horbaef, la seva vídua Meresankh es va casar amb un faraó, el seu altre germanastre, ja sigui Djedefre o Khafre, i es va convertir en una reina. És possible que Djati fos un fill del segon marit de Meresankh perquè tenia el títol de Fill del Rei del seu cos" i Horbaef era príncep però mai va arribar a ser rei.
Horbaef va ser enterrat a la mastaba G 7410-7420 situada al camp oriental de la necròpolis de Guiza. Meresankh també hi va ser enterrada.